# Triguères
Triguères település Franciaországban, Loiret megyében. Lakosainak száma 1267 fő (2022. január 1.). Triguères Chuelles, Château-Renard, Courtenay, Douchy-Montcorbon, Melleroy, Charny Orée de Puisaye és Douchy községekkel határos.

## Népesség
A település népessége az elmúlt években az alábbi módon változott:
| Lakosok száma | 1219 | 1086 | 1122 | 1312 | 1332 | 1320 | 1293 | 1288 | 1282 | 1267 |
|               | 1968 | 1982 | 1990 | 2006 | 2013 | 2015 | 2017 | 2019 | 2020 | 2022 |